# Prądzonka
Prądzonka (kaszb. Prądzónka, niem. Prondzonka) – wieś kaszubska w Polsce w regionie Kaszub zwanym Gochami położona w województwie pomorskim, w powiecie bytowskim, w gminie Studzienice. Wieś jest częścią składową sołectwa Przewóz. Na południu znajduje się jezioro Kielskie.
W latach 1975–1998 miejscowość administracyjnie należała do województwa słupskiego.

## Historia
Obowiązującą nazwą administracji zaboru pruskiego była do 1890 nazwa Prondzonka, która w 1891 została przez propagandystów niemieckich (w ramach szerokiej akcji odkaszubiania i odpolszczania nazw niemieckiego lebensraumu) zweryfikowana jako zbyt kaszubska lub nawet polska i przemianowana na bardziej niemiecką nazwę – Offenberg. Od końca I wojny światowej wieś znajdowała się ponownie w granicach Polski (powiat chojnicki II Rzeczypospolitej). Granica polsko-niemiecka przebiegała na północ od miejscowości. W okresie II Rzeczypospolitej stacjonowała tu placówka II linii Straży Granicznej Inspektoratu Granicznego nr 7 „Chojnice”.

## Zabytki
Według rejestru zabytków NID na listę zabytków wpisany jest drewniany dom nr 11 z poł. XIX w., nr rej.: A-1844 z 12.02.2009.